# العلاقات الزامبية العمانية
العلاقات الزامبية العمانية هي العلاقات الثنائية التي تجمع بين زامبيا وسلطنة عمان.

## مقارنة بين البلدين
هذه مقارنة عامة ومرجعية للدولتين:
| وجه المقارنة                                              | زامبيا                         | سلطنة عمان    |
| --------------------------------------------------------- | ------------------------------ | ------------- |
| المساحة (كم2)                                             | 752.62 ألف                     | 309.50 ألف    |
| عدد السكان (نسمة)                                         | 17.09 مليون                    | 4.64 مليون    |
| الكثافة السكانية (ن./كم²)                                 | 22.71                          | 14.99         |
| العاصمة                                                   | لوساكا                         | مسقط          |
| اللغة الرسمية                                             | لغة إنجليزية                   | اللغة العربية |
| العملة                                                    | كواشا زامبي، كواشا زامبي قديم ‏ | ريال عماني    |
| الناتج المحلي الإجمالي (بليون دولار)                      | 25.81 مليار                    | 72.64 مليار   |
| الناتج المحلي الإجمالي (تعادل القوة الشرائية) بليون دولار | 62.18 مليار                    | 179.49 مليار  |
| الناتج المحلي الإجمالي الاسمي للفرد دولار أمريكي          | 1.30 ألف                       | 15.55 ألف     |
| الناتج المحلي الإجمالي للفرد دولار أمريكي                 | 3.90 ألف                       | 38.63 ألف     |
| مؤشر التنمية البشرية                                      | 0.586                          | 0.793         |
| رمز المكالمات الدولي                                      | +260                           | +968          |
| رمز الإنترنت                                              | .zm                            | عمان          |
| المنطقة الزمنية                                           | ت ع م+02:00                    | ت ع م+04:00   |

## منظمات دولية مشتركة
يشترك البلدان في عضوية مجموعة من المنظمات الدولية، منها:
| علم المنظمة | اسم المنظمة                               | تاريخ انضمام زامبيا | تاريخ انضمام سلطنة عمان |
| ----------- | ----------------------------------------- | ------------------- | ----------------------- |
|             | منظمة الهجرة الدولية                      | ?                   | ?                       |
|             | الاتحاد البريدي العالمي                   | ?                   | ?                       |
|             | يونسكو                                    | 9 نوفمبر 1964       | 10 فبراير 1972          |
|             | البنك الدولي للإنشاء والتعمير             | 23 سبتمبر 1965      | 1971                    |
|             | منظمة التجارة العالمية                    | ?                   | 2000                    |
|             | وكالة ضمان الاستثمار متعدد الأطراف        | 6 يونيو 1988        | 1989                    |
|             | الصندوق الدولي للتنمية الزراعية           | ?                   | ?                       |
|             | الاتحاد الدولي للاتصالات                  | 23 أغسطس 1965       | 28 أبريل 1972           |
|             | منظمة الشرطة الجنائية الدولية             | ?                   | ?                       |
|             | مؤسسة التمويل الدولية                     | 23 سبتمبر 1965      | 1973                    |
|             | الأمم المتحدة                             | 1 ديسمبر 1964       | 7 أكتوبر 1971           |
|             | مؤسسة التنمية الدولية                     | 23 سبتمبر 1965      | 1973                    |
|             | منظمة حظر الأسلحة الكيميائية              | ?                   | ?                       |
|             | المركز الدولي لتسوية المنازعات الاستشارية | 17 يوليو 1970       | 1995                    |

## وصلات خارجية
- موقع وزارة الخارجية العمانية